# Подгорје (Каптол)
Подгорје је насељено место у општини Каптол, у западној Славонији, Република Хрватска.

## Историја
До нове територијалне организације налазило се у саставу бивше велике општине Славонска Пожега.

## Становништво
Насеље је према попису становништва из 2011. године имало 253 становника.
| Националност       | 1991.        |
| Хрвати             | 269 (98,89%) |
| Срби               | 2 (0,73%)    |
| Југословени        | 0            |
| остали и непознато | 1 (0,36%)    |
| Укупно             | 272          |